# Fouta-Djalon

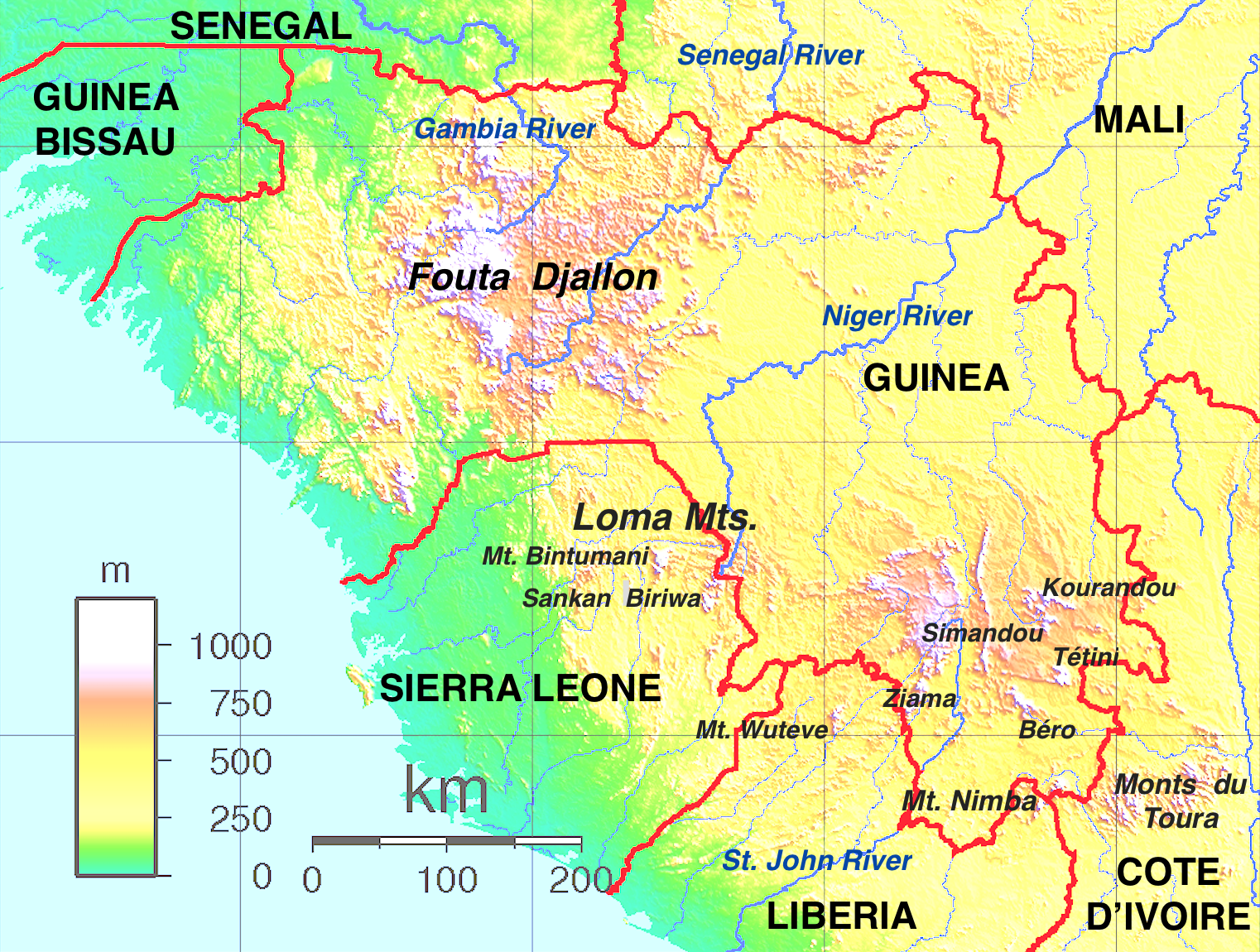
Bản đồ sơn nguyên Guinée.

Fouta-Djalon (tiếng Fula: Fuuta Jaloo, ࢻُوتَ جَلࣾو‎, 𞤊𞤵𞥅𞤼𞤢 𞤔𞤢𞤤𞤮𞥅; tiếng Ả Rập: فوتا جالون; tiếng Anh: Fouta Djallon) là một vùng sơn nguyên ở trung tâm Guinée, tương ứng với Trung Guinée, ở Tây Phi.